# Steier Lajos
Steier Lajos (Liptószentmiklós, 1885. március 2. – Bécs, 1937. december 31.) író, történész.

## Élete
Szülei Steier Izidor tanító, nyomdász és Lőw Dorottya (1858–1933) voltak. Középiskolai tanulmányait Iglón végezte.
Mérnöknek, majd jogásznak készült. Néhány évig a budapesti műegyetem hallgatója, majd a budapesti egyetemen doktorált. Újságíró lett, emellett történelmi tanulmányokat folytatott. Főként a szlovák-magyar viszonnyal, s a Magyar Történelmi Társulat megbízásából az 1848–1849-es évek addig kiadatlan bécsi levéltári anyagának feltárásával foglalkozott. A csehszlovák államfordulat után a cseh historiográfia fő csapásirányával állt szemben.
A Felvidéki Tudományos Társaság elnöke volt. 1937 őszén kormányfőtanácsosi címet kapott.
Egy bécsi szanatóriumban hunyt el, majd kívánságának megfelelően Budapesten temették el. A Pesti Izraelita Hitközség díszsírhelyet adományozott a temetéshez.

## Magánélete
Házastársa Lőw Erzsébet volt, Lőw Zsigmond és Rittel Chane Feige lánya, akit 1920. február 23-án Budapesten vett nőül.

## Művei

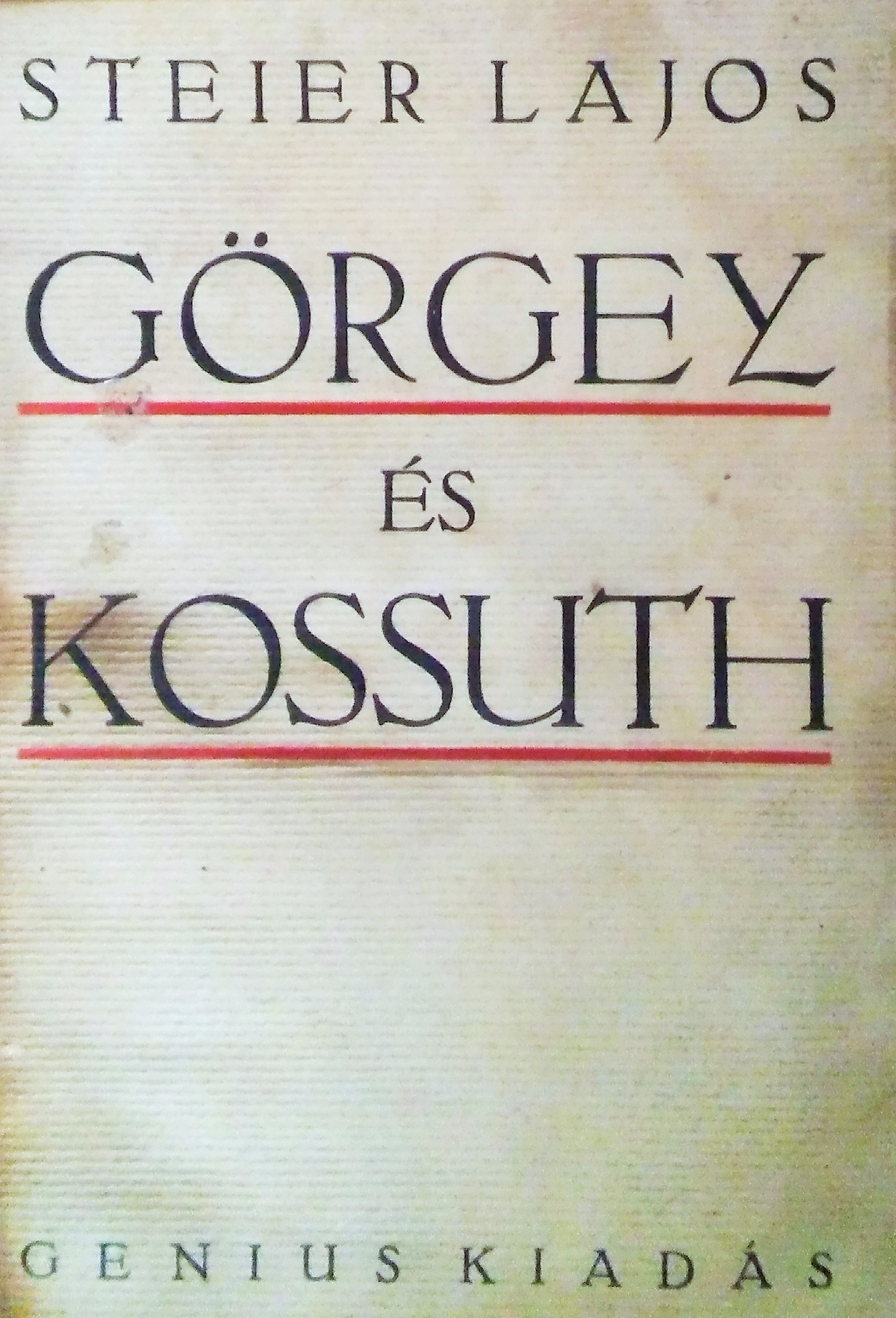
Görgey és Kossuth

- A tót kérdés. A tót nemzetiségi mozgalom fejlődésének története. Liptószentmiklós. 1912.
- Csehek és tótok. Budapest, 1919.
- There is no Czech culture in Upper Hungary. 1920. Online
- Beniczky Lajos bányavidéki kormánybiztos…visszaemlékezései és jelentései az 1848/49-iki szabadságharcról... Budapest, 1924.
- Görgey és Kossuth. Budapest, 1924.
- Görgey és Kossuth : ismeretlen adalékok az 1848-49-iki szabadságharc történetéhez. 1925
- Az 1849-iki trónfosztás előzményei és következményei : ismeretlen adalékok az 1848-49-ki szabadságharc történetéhez. 1925
- Az 1849-iki trónfosztás. Budapest, 1929.
- Ungarns Vergewaltigung. 1929.
- Felsőmagyarország és a revízió. Budapest, 1933.
- Czambel emlékkönyv. Pécs, 1937.
- Czambel eszméi. Budapest, 1937.
- A tót nemzetiségi kérdés 1848-49-ben. Budapest, 1937.
- Haynau és Paskievics I–II. Budapest, é. n.